# Bunkovce
Bunkovce (in ungherese Bunkós) è un comune della Slovacchia facente parte del distretto di Sobrance, nella regione di Košice.